# Akrilne boje
Akrilik je univerzalna slikarska tehnika. Posjeduje obilježja raznih slikarskih tehnika: tempere - postojanost, vodenih boja - lazurnost akvarela, punoća i pastelnost gvaša, te uljanih boja - dubinska svjetlost boje. Tehnika se sastoji od pigmenta pomiješanog s akrilatima (esterima poliakrilne i metakrilne kiseline) kao vezivnim sredstvom. Boje su topljive u vodi i relativno se brzo suše, pa su zato vrlo praktične.